# Juan Pablo Franco
Juan Pablo Franco Márquez (Bogotá, 1965) es un actor de cine y televisión colombiano.

## Filmografía

### Televisión
- Entre sombras (2022)
- Juanpis González: la serie (2022) — Fabio[2]
- Operación pacifico (2020) — Ignacio de la Fuente
- El general Naranjo (2019-2020) — Manuel Abadía
- La Bandida (2019) — Federico Alvarado
- 'María Magdalena' (2018-2019) — Rafael
- Tarde lo conocí (2017-2018)[3] — Emiliano Maestre
- Sobreviviendo a Escobar, alias JJ (2017) — Pablo Escobar
- La viuda negra 2 (2016)
- El señor de los cielos (2015-2016) — Reyes
- Celia (2015-2016) — Gómez
- Metástasis (2015)
- ¿Quien mato a Patricia Soler? (2015) — Samuel Gutiérrez Fuentes
- Comando Élite (2013)[4] — Jorge Briceño Suárez "El Mono Jojoy"
- Tres Caínes (2013)[5] — Pablo Escobar
- Allá te espero (2013) — Aurelio Salazar
- Escobar, el patrón del mal (2012) — General Muriel Peraza
- La bruja (2011) — Hugo
- Reto de mujer (2010) — Enrique Suárez
- Las muñecas de la mafia (2009-2010) — Leonel Giraldo
- Gabriela, giros del destino (2009-2010) — Julio
- La pasión de Gabriel (2009) — Teniente
- Amor, Mentiras y video (2008)
- La pasión según nuestros dias (2008) — Héctor (joven)
- Mujeres asesinas (2007) — Alberto Ep: Graciela, la incendiaria
- El engaño (2006-2007)
- Sin tetas no hay paraíso (2006) - Mauricio Contento
- El baile de la vida (2005-2006) — Antonio
- La viuda de la mafia (2004-2005) — Álvaro Mesa
- La saga, negocio de familia (2004-2005) — Héctor Ruiz
- El vuelo de la cometa (2004) — Daniel
- La decisión de San Mateo (2002) — Pacho
- Me llaman Lolita (1999-2000) — Iván Banderas
- Hermosa niña (1998) — Valentín
- Otra en mí (1996-1997)
- Mambo (1994)
- La casa de las dos palmas (1990-1991) — Medardo Herreros
- N. N. (1990) — Serafín Fajardo

## Cine
- La sargento Matacho (2015) — Coronel Díaz
- La captura (2012) - Teniente Rudas
- Soplo de vida (1998) — José Luis Domingo
- La pasión de Gabriel (2006) — El capitán
- Bolívar soy yo (2002) — Piloto